# José Ángel Pescador Osuna
José Ángel Pescador Osuna (Mazatlán, Sinaloa; 18 de marzo de 1945) es un político mexicano, que fue miembro del Partido Revolucionario Institucional y secretario de Educación Pública en el gobierno de Carlos Salinas de Gortari.

## Biografía
Pescador Osuna es maestro normalista por la Escuela Normal de Mazatlán, Sinaloa y licenciado en economía por el Instituto Tecnológico Autónomo de México. Es también maestro en educación y maestro en economía por la Universidad de Stanford.
Ha ocupado puestos en el área educativa gubernamental, entre los que están los de director general de Investigación Educativa, director general de Educación para Adultos, rector de la Universidad Pedagógica Nacional y vicerrector de la Universidad Iberoamericana. 
En 1994 fue designado secretario de Educación Pública durante los últimos meses de gobierno de Carlos Salinas de Gortari. En su breve desempeño en el cargo, se establecieron normas de evaluación del aprendizaje en educación primaria, secundaria y normal (septiembre de 1994), se creó el archivo técnico de política educativa (1994) cuyo propósito era clasificar y ordenar en forma de un instrumento de consulta, los diagnósticos, estudios y programas de la secretaría, sin embargo dicho archivo se dejó de actualizar y desapareció en las administraciones posteriores. Su gestión terminó con la gestión de Carlos Salinas de Gortari.
En cargos de elección popular fue diputado federal a la LIII Legislatura de 1982 a 1985 y presidente municipal de Mazatlán de 1987 a 1989. Fue también cónsul general de México en Los Ángeles, California y subsecretario de población y servicios migratorios de la Secretaría de Gobernación.
En 2007 fue candidato del Partido de la Revolución Democrática y del Partido del Trabajo a presidente municipal de Mazatlán, según los datos del Programa de Resultados electorales preliminares, obtuvo 4,432 votos, que representan el 4.0% del total.
En 2010 recibió el nombramiento de coordinador estatal de la Comisión Estatal para la Conmemoración del Bicentenario de la Independencia Nacional y el Centenario de la Revolución Mexicana.
El 16 de abril de 2011 fue nombrado presidente de  El Colegio de Sinaloa.
Es miembro del Colegio de Economistas, del Colegio de Sinaloa y fue integrante del Consejo Técnico del Instituto Nacional para la Evaluación de la Educación.

## Obra
- Tres Aspectos de la Investigación Educativa en México. Universidad de Colima. Cuadernos Universitarios. Serie Conferencias, 8. México. 1980.
- Poder  Político y Educación en México. Coautor Carlos Alberto Torres.   UTEHA.  México. 1985.
- Intervenciones del Diputado José Ángel Pescador Osuna en Materia Económica.  Congreso de la Unión, LIII Legislatura. México.   1986.
- El Esfuerzo del Sexenio 1976-1982 para Mejorar la Calidad de la Educación Básica. Universidad Pedagógica Nacional.  México. 1989.
- Ensayos Sobre la Modernidad Nacional. Modernidad Educativa y Desafíos Tecnológicos. Coordinador. Diana. México. 1989.
- Aportaciones para la Modernización Educativa. Universidad Pedagógica Nacional.  México. 1994.
- La Educación Superior en México y en Estados Unidos.  El Colegio de Sinaloa. Serie Cuadernos, 22. Culiacán. 1996.
- Movimientos Migratorios en EE UU.  El Colegio de Sinaloa. Serie Cuadernos, 46. Culiacán. 1998.
- Una Visión Utópica de la Migración. Gobierno del Estado de Veracruz, Cuadernos de Historia y Política Veracruzana. Xalapa-Enríquez. 2000.
- Discurso de ingreso de José Ángel Pescador Osuna a El Colegio de Sinaloa. El Colegio de Sinaloa. Serie Cuadernos, 65. Culiacán. 2002.
- Salvador Alvarado. Vida y Obra. El Colegio de Sinaloa. Serie Cuadernos, 71. Culiacán. 2003.
- Pensamiento Educativo. Estado de Nuevo León- Colegio de Estudios Científicos y Tecnológicos del Estado de Nuevo León- Centro de Altos Estudios e Investigación Pedagógica. Monterrey. 2008.
- Conversaciones y Reflexiones. Los Colegiados Hablan. Coordinador. El Colegio de Sinaloa.  Culiacán. 2012.
- Hacia una Educación Diferente. Coordinador. Una Propuesta para México. México. 2012.
- Opiniones Sobre la Reforma Educativa. Edición del autor. Creativos7Editorial. Culiacán. 2013.
- Teorías y Prácticas de la  Educación para Adultos.  El esfuerzo Alfabetizador en México. INEA-ISEA-SEPyC.  Culiacán. 2013.
- La Protección Consular. Una Visión Personal. Unidad de Política Migratoria. Secretaría de Gobernación- El Colegio de Sinaloa. Culiacán. 2014.
- Una Mirada Retrospectiva a la Educación. Ediciones escolares. Mazatlán. 2014.